# InfoTerre
InfoTerre est un site web public embarquant un Système d'information géographique (SIG). Portail géomatique des données géoscientifiques du BRGM, il permet d'accéder gratuitement depuis un navigateur Web à des services de recherche, de visualisation et de téléchargement de données géolocalisées relatives aux sciences de la Terre. Il s'accompagne de pages d'explications, d'aides et d'actualités nécessaires à la bonne utilisation des données diffusées. Une application mobile est disponible depuis avril 2010, rendant la visualisation des données principales possible sur Android et iOS.

## Historique
Projet initié en 1998, InfoTerre s'inscrit dans le cadre de la mission de service public du Bureau de recherches géologiques et minières (BRGM). Il a pour objectif d'offrir à tous, l'intégralité des données du sol et du sous-sol administrées par le BRGM. Ses premières versions diffusent principalement les données de la Banque du sous-sol (BSS), les cartes géologiques ainsi que les rapports de service public du BRGM. 
À partir de 2003, InfoTerre opte pour les standards d'interopérabilité définis par l'OGC afin d'assurer la diffusion des données géolocalisées (dans un premier temps les standards WMS puis WFS). La souplesse de mise en œuvre de tels services permet l'ajout de nombreuses données de diffusion, comme les données sur les risques naturels, les eaux souterraines, la géologie marine ou bien encore la géophysique.
En 2008, une nouvelle version majeure est publiée, marquée par une refonte importante de l'ergonomie. Exploitant des technologies dites Web 2.0, le portail présente une navigation plus dynamique ainsi que de nouvelles fonctionnalités (persistance d'espaces de travail au travers de comptes utilisateurs, cartothèque...). Un site éditorial est par ailleurs constitué autour du visualiseur cartographique afin de proposer des cinématiques d'aide, les actualités du portail et diverses informations techniques. Le catalogue est enrichie de nouvelles données soit par le BRGM lui-même, pour les ressources minérales ou les masses d'eau souterraine, etc., soit par des partenaires pour les espaces protégés et la carte de l'occupation des sols.

## Caractéristiques des données diffusées
Les données diffusées par InfoTerre sont principalement de deux types : 
- les fonds de carte et les référentiels

Parmi eux, on retrouve les cartes topographiques, les délimitations administratives, certaines orthophotographies, ainsi que les référentiels (BDRHF, Carthage, Corine Land Cover). Ils sont principalement destinés à servir de support ou d'élément facilitant la lecture des données thématiques.
- les données thématiques ou « métier »

Il s'agit principalement des grands thèmes des géosciences, à savoir la géologie (déclinée en cartes géologiques, géologie marine, géologie de surface), l'hydrogéologie, les données pétrolières, les dossiers du sous-sol, la géophysique, les données sur les ressources minérales, ainsi que les risques liés au sous-sol (sismicité, retrait-gonflement des argiles, cavités souterraines, inondations, mouvements de terrain).
Ces données sont toutes disponibles sous forme de services interopérables, conformes aux standards de l'OGC, la plupart du temps hébergés chez le producteur même de la donnée. Cela permet entre autres de disposer à tout instant des données les plus récentes dans chaque domaine.
Pour certaines données, InfoTerre permet d'interroger une zone précise afin d'obtenir les informations sous-jacentes. L'utilisateur obtient ainsi une fiche détaillée de l'élément sélectionné, ou est redirigé automatiquement vers un site externe traitant de la thématique en question (si un tel site existe). Il est ainsi possible en interrogeant la couche de la Banque du sous-sol (BSS), d'accéder à la fiche descriptive d'un forage, voire, d'en visualiser les logs.

## Utilisations courantes
Par la grande diversité des données diffusées, InfoTerre répond aux attentes d'utilisateurs aux profils très différents. Alors que les données sur les risques naturels intéressent les pouvoirs publics et les professionnels de l'immobilier, les données plus fondamentales sur la géologie et les géosciences en général sont autant d'informations disponibles aux enseignants afin par exemple d'illustrer un cours. De même, la Banque du sous-sol (BSS) est très utilisée dans le cadre d'études ou de travaux nécessitant une première connaissance du sous-sol (bâtiment, travaux publics par exemple). En tout cela, InfoTerre répond principalement à des attentes de professionnels ; c'est dans ce cadre que sont développés les services avancés d'accès et de traitement de données, comme le service de téléchargement, de recherche de point,,. 
Mais InfoTerre est également un outil de portée à connaissance à destination du grand public. Il fournit à chacun les données actualisées dans tous les domaines traités par le Bureau de recherches géologiques et minières (BRGM), ainsi que dans les domaines qui leur sont liés directement. Ainsi, le relai de diffusion des données ADES peut intéresser un particulier soucieux de l'alimentation en eau potable de sa commune. De nombreuses associations sont également à l'écoute des données mises à disposition par ce portail ; les associations de spéléologie par exemple sont intéressées à plus d'un titre par l'emplacement et la nature des cavités souterraines. Ce profil d'utilisation amène le portail à évoluer vers un accès simple et rapide aux données les plus consultées, évolution déjà entreprise au travers de i-InfoTerre.